# 9548 Fortran
A 9548 Fortran (ideiglenes jelöléssel 1985 CN) a Naprendszer kisbolygóövében található aszteroida. A Spacewatch projekt keretében fedezték fel 1985. február 13-án.